# Комит Британии
Комит Британии (лат. comes Britanniarum) — воинская должность периода поздней Римской империи, известная по Notitia Dignitatum. Занимавшему её офицеру подчинялась основная полевая армия (комитатенсы) в диоцезе Британия.

## Описание
Должность явным образом упоминается только в Notitia Dignitatum, номенклатурном документе конца IV — начала V века, датировка которого сама неоднозначна и вызывает споры. Также, согласно мнениям историков, некоторые отсылки к комиту (хотя он не назван явным образом) содержатся в тексте «Деяний» Аммиана Марцеллина.
По разным версиям, этот комит мог как отвечать за оборону центральной части острова Британия, так и являться высшей военной властью, которой подчинялись два других командира — дукс Британии, ответственный за оборону северных рубежей, включая валы Антонина и Адриана, и комит Саксонского берега, распоряжавшийся фортами южного и восточного побережья.
В целом, согласно Notitia, комит Британии располагал тремя пехотными и шестью кавалерийскими подразделениями. Места их дислокации достоверно неизвестны: легионы, подчинённые комиту, не имели каких-то специфичных знаков различия, позволяющих идентифицировать и отличить их от других римских сил. С учётом отсутствия исторических данных о первичном появлении легионов в какой-то местности, задача определения местонахождения представляет собой большую проблему, так как нет ясности даже в том, с какого временного периода искать археологические свидетельства их присутствия. Историк Саймонд Эсмонд-Клери со ссылкой на более ранний труд Арнольда Джонса указывает, что комитатенсы обычно размещались в населённых пунктах, иногда — квартируясь у местных жителей.
Список подчинённых легионов:
Пехотные:
- Victores iuniores Britanniciani
- Primani iuniores
- Secundani iuniores

Кавалерийские:
- Equites catafractarii iuniores
- Equites scutarii Aureliaci
- Equites Honoriani seniores
- Equites stablesiani
- Equites Syri
- Equites Taifali

Название одного из легиона эквитов Honoriani seniores позволяет уточнить, что касающаяся комита часть Notitia была актуальна, как минимум, на момент правления императора Гонория. Шеппард Фрир заметил, что такое количество войск — не более 6000 человек суммарно — очень мало для полноценного контроля над островом, и предположил, что отражённый в документе расклад сформировался в результате вывода крупных римских сил на материк при Стилихоне (402 год, оборона Италии) либо узурпаторе Константине III (407 год, мятеж против Гонория). При этом он не исключил, что структура войск могла обрести такой вид ещё раньше, при Магне Максиме.

## Проблема датировки
Скудность известных сведений и вариативность трактовок текста Марцеллина привела к разногласиям в среде историков относительно обстоятельств возникновения и существования должности комита Британии. В частности, по мнению Робина Коллингвуда, этот пост был создан не ранее 410 года, а сама Британия была повторно захвачена римскими войсками в период 417—429 годов. Шеппард Фрир, оппонируя ему, указывал, что теория Коллингвуда, хотя и оказала значительное влияние на более поздних авторов, лишена под собой оснований.
Клавдиан, римский придворный поэт конца IV века, в своём панегирике упомянул Британию, которую Стилихон защитил от пиктов, скоттов и саксов. Это дало некоторые основания предположить организацию карательной экспедиции в 396—398 годах, во время которой мог получить назначение комит Британии, но такая позиция тоже критикуется, как придающая чрезмерное значение возможному литературному приёму.
Отто Зеек в статье, написанной для энциклопедии Паули-Виссова, предполагает, что седьмая часть Notitia, где вновь упоминается комит, была завершена не раньше чем при Плациде Валентиниане, то есть после 425 года. При этом под его началом не находится никаких старых легионов, и из этого делается вывод, что должность могла быть создана в тот же период на краткое время, а занимать её мог полководец, посланный Флавием Аэцием — но безуспешно — для возвращения Британии под контроль Рима.
Археологи Тимоти Поттер и Кэтрин Джонс в своём исследовании отмечают, что в существовании этой должности не было реальной и постоянной необходимости, и, скорее всего, это были эпизодические назначения для решения конкретных задач (ad hoc). Так, отец будущих императоров Валентиниана и Валента, Грациан Старший, был направлен из Африки в Британию в 340-х годах, что было, вероятно, связано с каким-то недокументированным военным кризисом и визитом императора Константа; предполагается, что Грациан являлся комитом Британии, хотя прямых свидетельств этому нет. При этом в довольно неспокойный период 360-х годов, ознаменовавшийся множественными нападениями пиктов, скоттов и аттакоттов, кульминацией которых стал Великий заговор, никаких упоминаний про комита не встречается.
Конкретная дата прекращения существования должности не установлена. Очевидно, это произошло не ранее 410 года — формальной даты окончания римского владычества в Британии, связанной с так называемым рескриптом Гонория (в оригинале не сохранился, упоминается у Зосима). В этом документе император отклонил просьбу романо-бриттов о военной помощи и велел их городам самим позаботиться о своей защите, а гражданским лицам с этой же целью разрешил носить оружие. Впрочем, Питером Салуэем такая трактовка событий подвергнута критике.